# Iulotrichia
Iulotrichia is een geslacht van vlinders van de familie spanners (Geometridae), uit de onderfamilie Ennominae.

## Soorten
- I. buzurata Warren, 1894
- I. decursaria Walker, 1860
- I. semialbida Warren, 1896
- I. semiumbrata Warren, 1896